# Lo hará de vez en cuando
 Lo hará de vez en cuando es el duodécimo capítulo de la serie dramática El ala oeste.

## Argumento
El presidente Bartlet se desvanece en el despacho oval. La crisis entre India y Pakistán se agrava, con el agravante de amenaza nuclear. Leo McGarry decide dar la cara ante la prensa hablando sobre sus pasadas adicciones al alcohol y las pastillas. Por último, la primera dama, Abigail Bartlet, le confiesa a Leo que su marido, viejo amigo del jefe de gabinete, tiene esclerosis múltiple.	

## Comentarios
- La Asociación Nacional de Esclerosis múltiple agradeció el tratamiento dado en el capítulo a la enfermedad, que en este caso lo tiene el mismísimo presidente. Se dice, dentro del episodio, que no es fatal, tampoco es incapacitante y que puede tratarse —que no curarse— mediante medicamentos.
- El título del episodio es el principio del artículo 2, Sección 3, de la Constitución de Estados Unidos que establece la obligación del presidente de los Estados Unidos de informar al Congreso  'De Vez en Cuando ' sobre el estado de la Unión, así como las recomendaciones para su mejora y la consideración de sus actos.
- El discurso que le entregan al presidente Bartlet para su lectura en el Estado de la Unión es calcado al leído por Bill Clinton en 1999. Un retrato de este presidente aparece en una escena del episodio.

## Premios
Nominada
- Premio para la Mejor Actriz de Reparto en Series Dramáticas para Stockard Channing, junto al episodio La Cena de Estado. Premios Emmy